# 쇼호
쇼호(正保, しょうほう)는 일본의 연호(元号) 중 하나이다.
- 전후 : 간에이(寛永) 이후 - 게이안(慶安) 이전.
- 시기 : 1644년 ~ 1647년
- 천황 : 고코묘 천황
- 쇼군 : 에도 막부의 도쿠가와 이에미쓰

## 개원(改元)
- 간에이 21년 12월 16일([[1645년 1월 13일), 고코묘 천황 즉위에 맞춰 개원.
- 쇼호 5년 2월 15일(1648년 4월 7일), 게이안으로 개원된다.

## 출전
『상서・정의』의 「昔先正保衡，作我先王……佑我烈祖，格于皇天」.

## 쇼호 시기에 일어난 일
- 3년
  - 정성공이 막부에 대해 구원병을 요청했으나 막부는 이것을 거절했다.

### 죽음
- 원년
  - 마쓰다이라 다다아키라
- 2년
  - 호소카와 다다오키
  - 미야모토 무사시
  - 야규 무네노리
  - 다쿠안 소호
- 3년
  - 다테 시게자네
  - 호소카와 다다타카
- 4년
  - 아베 마사쓰구

## 서력과의 대조표
| 쇼호 | 원년   | 2년    | 3년    | 4년    | 5년    |
| ---- | ------ | ------ | ------ | ------ | ------ |
| 서력 | 1644년 | 1645년 | 1646년 | 1647년 | 1648년 |
| 간지 | 갑신   | 을유   | 병술   | 정해   | 무자   |

## 같이 보기
- 일본의 연호 일람

| 이전 간에이 | 일본의 연호 1644년 ~ 1648년 | 다음 게이안 |